# Leptocaris minimus
Leptocaris minimus is een eenoogkreeftjessoort uit de familie van de Darcythompsoniidae. De wetenschappelijke naam van de soort is voor het eerst geldig gepubliceerd in 1954 door Jakobi.